# Nebo, Kentucky
Nebo är en ort i Hopkins County i delstaten Kentucky, USA.